# Rugby à sept aux Jeux olympiques d'été de 2016
Navigation
Paris 1924 (rugby à XV) Tokyo 2020
Les compétitions de rugby à sept des Jeux olympiques d'été de 2016 organisés à Rio de Janeiro (Brésil), se déroulent du 6 au 21 août 2016. Le rugby revient au programme olympique sous cette forme après 92 ans d'absence : auparavant disputé dans sa version à XV, de 1900 à Paris, à 1924 dans la même ville, il disparaît du programme dès 1928.  
Les Fidji remportent l'épreuve masculine, première médaille olympique de ce pays toutes disciplines confondues. Ils dominent les trois jours de compétition et terminent par une victoire 41 à 7 face à la Grande-Bretagne. La première médaille d'or olympique du rugby féminin est décernée à l'Australie qui bat la Nouvelle-Zélande en finale.

## Intégration du rugby à sept aux Jeux olympiques

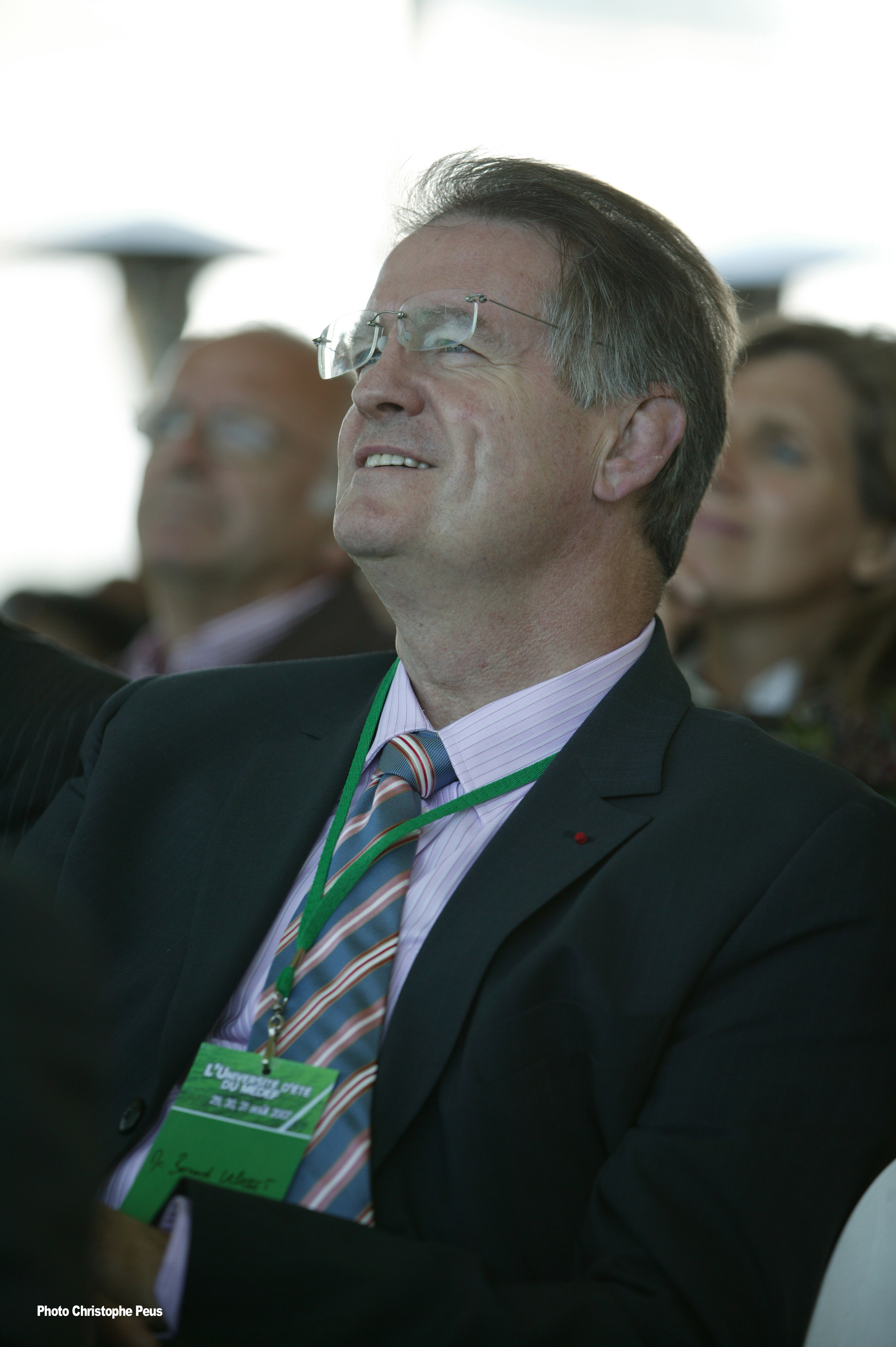
Bernard Lapasset, président de World Rugby, permet la réintégration du rugby au programme olympique.

Après des tentatives infructueuses, en 2002 et 2005, pour faire entrer le rugby à sept au programme olympique, c'est en octobre 2009 que la décision finale favorable a été prise par le CIO lors de la réunion de Copenhague avec 81 voix pour et 8 contre.

## Format de la compétition

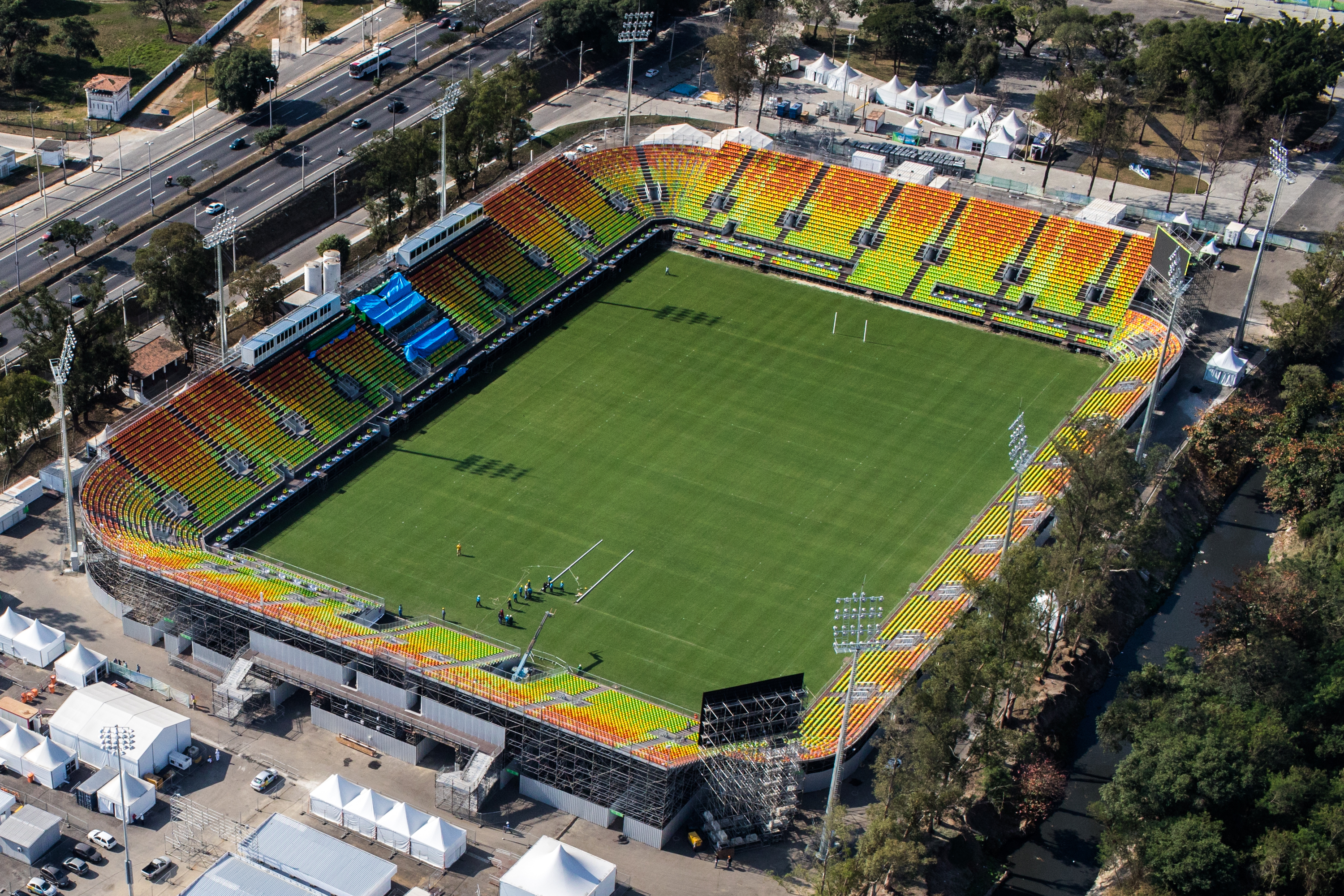
Vue aérienne du stade de Deodoro.

Les deux tournois olympiques de rugby à sept se déroulent dans le stade de Deodoro, situé dans la zone de compétition du même nom, et durent trois jours chacun, du 6 au 8 août 2016 pour les femmes, du 9 au 11 août pour les hommes. 
Dans chaque tournoi, les équipes jouent deux matches par jour au premier tour. Celui-ci se dispute avec trois poules de quatre équipes, la victoire apportant 3 points, le nul 2 points et la défaite 1 point (aucun pour un forfait). Les deux premiers de chaque poule et les deux meilleurs troisième accèdent aux quarts de finale, suivis des demi-finales, des matches pour la médaille de bronze et des finales, le 7 août pour les dames, le 11 pour les hommes.

## Système de répartition dans les poules
Les poules ne sont pas tirées au sort et les tableaux se font en fonction du classement de World Rugby et des résultats aux dernières World Series. La présentation est effectuée le 28 juin 2016 à Rio de Janeiro, quelques jours avant l'annonce du calendrier le 5 juillet.
| Poule A | Poule B | Poule C |
| ------- | ------- | ------- |
| 1er     | 2e      | 3e      |
| 6e      | 5e      | 4e      |
| 7e      | 8e      | 9e      |
| 12e     | 11e     | 10e     |

## Résultats

### Tournoi masculin
| Poule A    | Poule B        | Poule C          |
| ---------- | -------------- | ---------------- |
| Fidji      | Afrique du Sud | Nouvelle-Zélande |
| États-Unis | Australie      | Grande-Bretagne  |
| Argentine  | France         | Kenya            |
| Brésil     | Espagne        | Japon            |

| Rang | Équipe           |
| ---- | ---------------- |
| 1    | Fidji            |
| 2    | Grande-Bretagne  |
| 3    | Afrique du Sud   |
| 4    | Japon            |
| 5    | Nouvelle-Zélande |
| 6    | Argentine        |
| 7    | France           |
| 8    | Australie        |
| 9    | États-Unis       |
| 10   | Espagne          |
| 11   | Kenya            |
| 12   | Brésil           |

### Tournoi féminin
| Poule A    | Poule B          | Poule C         |
| ---------- | ---------------- | --------------- |
| Australie  | Nouvelle-Zélande | Canada          |
| États-Unis | France           | Grande-Bretagne |
| Fidji      | Espagne          | Brésil          |
| Colombie   | Kenya            | Japon           |

| Rang | Équipe           | MJ | V-N-D |
| ---- | ---------------- | -- | ----- |
| 1    | Australie        | 6  | 5-1-0 |
| 2    | Nouvelle-Zélande | 6  | 5-0-1 |
| 3    | Canada           | 6  | 4-0-2 |
| 4    | Grande-Bretagne  | 6  | 4-0-2 |
| 5    | États-Unis       | 6  | 3-1-2 |
| 6    | France           | 6  | 3-0-3 |
| 7    | Espagne          | 6  | 2-0-4 |
| 8    | Fidji            | 6  | 2-0-4 |
| 9    | Brésil           | 5  | 3-0-2 |
| 10   | Japon            | 5  | 1-0-4 |
| 11   | Kenya            | 5  | 1-0-4 |
| 12   | Colombie         | 5  | 0-0-5 |

## Podiums
| Épreuves                   | Or | Argent | Bronze |
| -------------------------- | --- | --- | --- |
| Hommes résultats détaillés | Fidji Masivesi Dakuwaqa Apisai Domolailai Osea Kolinisau Semi Kunatani Viliame Mata Leone Nakarawa Vatemo Ravouvou Kitione Taliga Josua Tuisova Jerry Tuwai Jasa Veremalua Samisoni Viriviri | Grande-Bretagne Mark Bennett Dan Bibby Phil Burgess Sam Cross James Davies Ollie Lindsay-Hague Ruaridh McConnochie Tom Mitchell Dan Norton Mark Robertson James Rodwell Marcus Watson               | Afrique du Sud Cecil Afrika Tim Agaba Kyle Brown Juan de Jongh Justin Geduld Francois Hougaard Werner Kok Cheslin Kolbe Dylan Sage Kwagga Smith Philip Snyman Roscko Speckman         |
| Femmes résultats détaillés | Australie Nicole Beck Charlotte Caslick Emilee Cherry Chloe Dalton Gemma Etheridge Ellia Green Shannon Parry Evania Pelite Alicia Quirk Emma Tonegato Amy Turner Sharni Williams             | Nouvelle-Zélande Shakira Baker Kelly Brazier Gayle Broughton Theresa Fitzpatrick Sarah Goss Huriana Manuel Kayla McAlister Tyla Nathan-Wong Terina Te Tamaki Ruby Tui Niall Williams Portia Woodman | Canada Brittany Benn Hannah Darling Bianca Farella Jen Kish Ghislaine Landry Megan Lukan Kayla Moleschi Karen Paquin Kelly Russell Ashley Steacy Natasha Watcham-Roy Charity Williams |

## Tableau des médailles
| Rang  | Nation           | Or | Argent | Bronze | Total |
| ----- | ---------------- | -- | ------ | ------ | ----- |
| 1     | Australie        | 1  | 0      | 0      | 1     |
| 1     | Fidji            | 1  | 0      | 0      | 1     |
| 3     | Grande-Bretagne  | 0  | 1      | 0      | 1     |
| 3     | Nouvelle-Zélande | 0  | 1      | 0      | 1     |
| 5     | Afrique du Sud   | 0  | 0      | 1      | 1     |
| 5     | Canada           | 0  | 0      | 1      | 1     |
| Total | Total            | 2  | 2      | 2      | 6     |

## Equipe type du tournoi masculin
| Poste         | Poste         | Joueur         | Pays            |
| ------------- | ------------- | -------------- | --------------- |
| Avants        | Pilier gauche | James Davies   | Grande-Bretagne |
| Avants        | Talonneur     | Kyle Brown     | Afrique du Sud  |
| Avants        | Pilier droit  | Semi Kunatani  | Fidji           |
| Demi de mêlée | Demi de mêlée | Osea Kolinisau | Fidji           |
| Arrière       | Ouvreur       | Lomano Lemeki  | Japon           |
| Arrière       | Centre        | Dan Bibby      | Grande-Bretagne |
| Arrière       | Ailier        | Josua Tuisova  | Fidji           |